# Miguel de Bragance (1946)
Pour les articles homonymes, voir Michel de Bragance (1853-1927) et Miguel de Bragança (1878-1923).
Miguel de Bragança (Michel de Bragance en français), né le 3 décembre 1946 à Berne (Suisse), est un membre de la maison de Bragance et porte le titre de courtoisie de duc de Viseu.
Deuxième enfant de Édouard Nuno de Bragance, sujet autrichien et prétendant au titre portugais de duc de Bragance, et de Françoise d'Orléans-Bragance, princesse du Brésil, il est troisième dans l'ordre de succession à un hypothétique trône du Portugal auquel prétend son frère aîné, Duarte Pio de Bragança, chef de la branche miguéliste de la maison de Bragance, qui régna sur le Portugal jusqu'en 1853.
En 1950, la loi portugaise de bannissement de 1834 fut abrogée et la famille de Miguel de Bragança fut autorisée à revenir au Portugal, ce qu'ils firent en 1952.
Les titres de noblesse qu'il revendiquait et ses prétentions dynastiques ne furent jamais officiellement reconnus au Portugal.

## Décorations
- Grand-croix de l'ordre de l'Immaculée Conception de Vila Viçosa.
- Bailli, grand-croix d'honneur et de dévotion de l'ordre souverain de Malte.
- Bailli grand-croix de justice dans l'ordre sacré et militaire constantinien de Saint-Georges.
- Chevalier de l'ordre de Saint-Janvier.